# Gerstäcker-Museum
Koordinaten: 52° 14′ 26″ N, 10° 31′ 39″ O

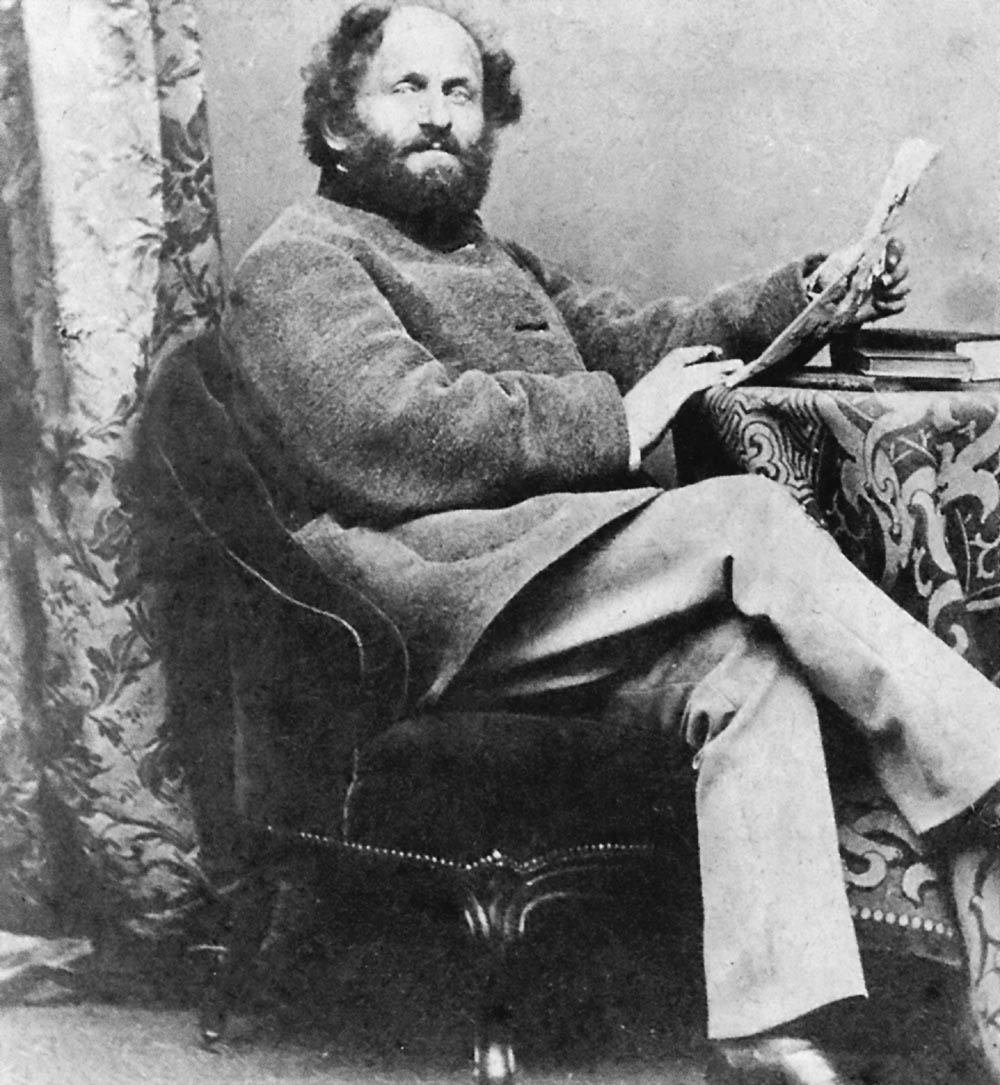
Friedrich Gerstäcker

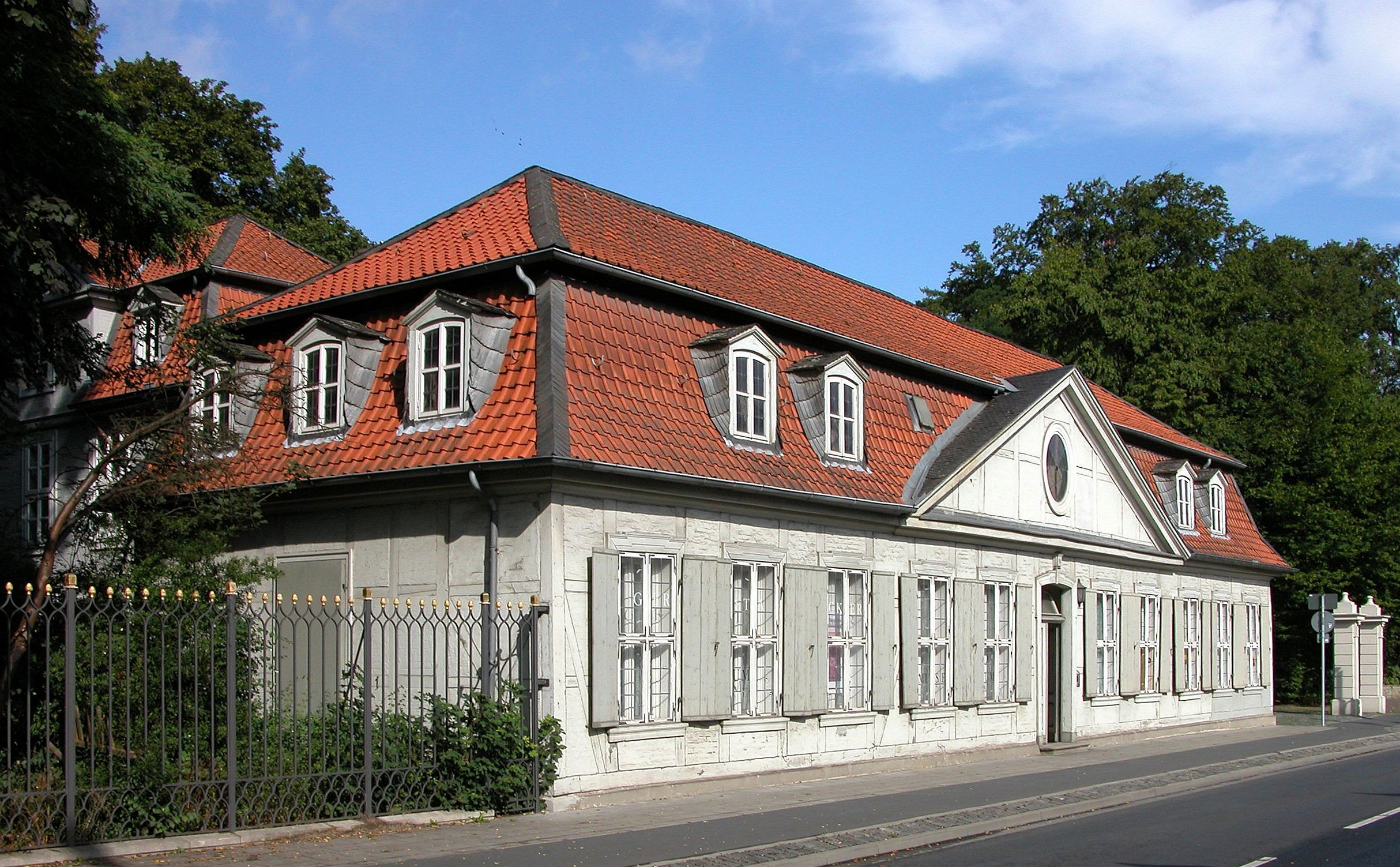
Das Gerstäcker-Museum

Das Gerstäcker-Museum wurde 1982 in Braunschweig gegründet und war dem Leben und Werk des Schriftstellers Friedrich Gerstäcker gewidmet. Seit dem 2. Oktober 2016 ist das Museum nach 34 Jahren dauerhaft geschlossen.
Es befand sich im ehemaligen Wach- und Küchenhaus von Schloss Richmond. Betrieben wurde das Museum von der Friedrich-Gerstäcker-Gesellschaft e. V.